# 圖爾努默古雷萊
圖爾努默古雷萊（羅馬尼亞語：Turnu Măgurele，羅馬尼亞語發音：[ˌturnu məɡuˈrele]）是羅馬尼亞的城市，位於該國南部，距離首府亞歷山德里亞44公里，由特列奧爾曼縣負責管轄，面積107.20平方公里，海拔高度31米，2009年人口28,789，大多數居民信奉東正教。

## 外部連結

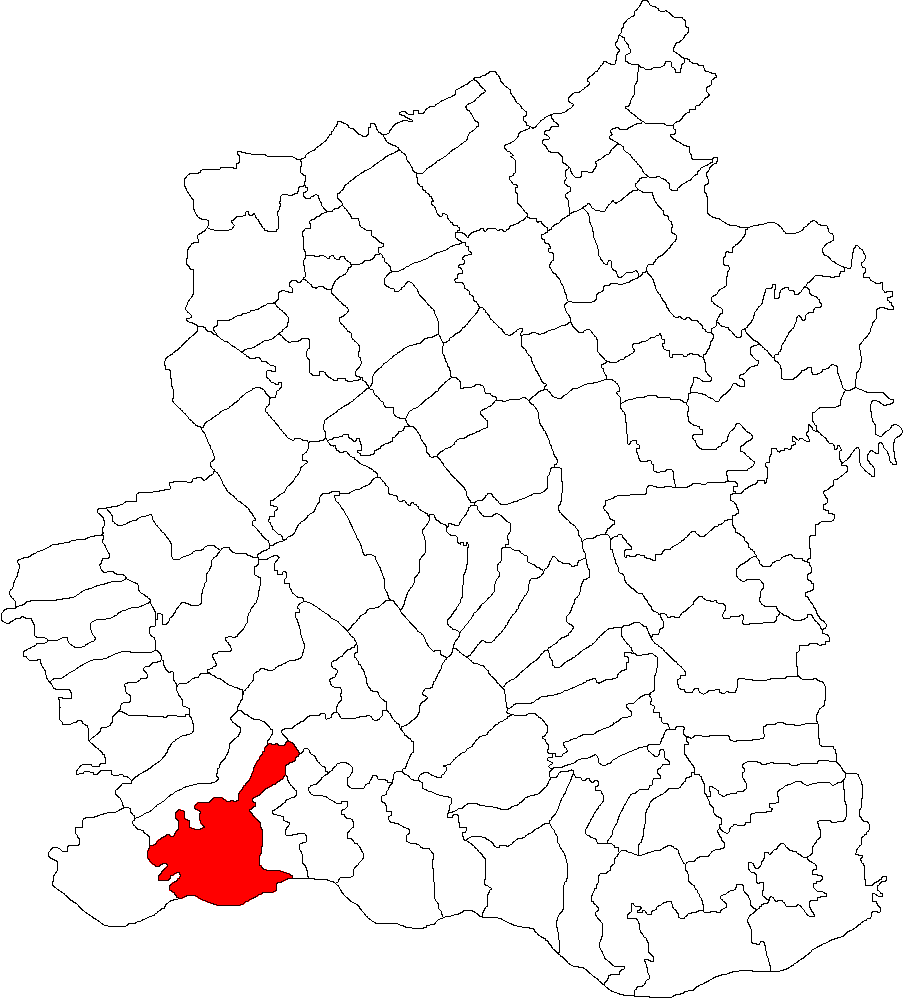

- Municipiul Turnu Măgurele